# 貝古薩萊縣
貝古薩萊縣是印度的一個縣，位於該國東北部恆河北岸，由比哈爾邦負責管轄，面積1,918平方公里，2011年人口2,954,367，人口密度每平方公里1540人。

## 外部連結
- http://books.google.com/books?id=8qvY8pxVxcwC&lpg=PA304&ots=nOM9_71wn_&dq=naulagarh&pg=PA304
- http://books.google.com/books?id=OEZe-wAIiKIC&lpg=PA279&ots=TZDLPD6W7k&dq=naulagarh&pg=PA279
- http://books.google.com/books?id=YEWMG_8yi9oC&lpg=PA137&ots=Wwd8iWD6El&dq=naulagarh&pg=PA137
- http://wikimapia.org/13309715/hi/Naulagarh （页面存档备份，存于）
- http://begusaraiheritage.com/history.html%5B%5D
- Begusarai Information Portal
- http://bihardistricts.nic.in/begusarai/districtprofile%5B%5D